# Доганджи Мехмед-паша
Доганджи́ Кара́ Мехме́д-паша́ (тур. Doğancı Kara Mehmed Pasha; ум. 3 апреля 1589 года) — музахиб (фаворит) османского султана Мурада III, визирь Дивана, бейлербей Румелии. Мехмед-паша был первым фаворитом османского султана, статус которого был подтверждён указом. Привилегии Мехмеда-паши вызвали враждебное отношение других визирей. Враги Мехмеда-паши воспользовались тем, что янычары были недовольны финансовым кризисом и девальвацией акче, и спровоцировали восстание, в результате которого султан был вынужден казнить Мехмеда-пашу. Это восстание носит название «Инцидент с бейлербеем».

## Биография

### Происхождение и ранние годы
Мехмед-паша родился в Кайсери в армянской семье примерно в середине шестнадцатого века. Гелиболулу Мустафа Али и Ибрахим Печеви — единственные современные Мехмеду авторы, которые правильно указывают его происхождение. Учёные часто ошибаются по поводу Мехмеда-паши, утверждая, что он обучался в Эндеруне. В отличие от большинства чиновников и фаворитов, он не был набран по девширме и обучен в Эндеруне. По словам Мустафы Али и Печеви, он был слугой Бешоглу Кая-бей, одного из бейлербеев эялета на месте бейлика Дулкадир, известного торговца людьми. Кая-бей выучил Мехмеда искусству охоты с хищными птицами, прежде всего с ястребами, а затем послал молодого Мехмеда в качестве подарка недавно взошедшему на престол Селиму II, надеясь заслужить благосклонность султана.

### Начало службы Мураду
Султан Селим, в свою очередь, подарил его своему старшему сыну Мураду, на тот момент занимавшему пост санджакбея Манисы, который был страстным охотником. Мехмед стал любимым компаньоном шехзаде Мурада. Печеви писал, что Мехмед был приятным в общении человеком, всегда знавшим, как развлечь Мурада. Как и в случае Шемси Ахмеда-паши, охотничьи умения и навыки Мехмеда в сочетании с другими его личными качествами принесли ему глубокую привязанность шехзаде. Став султаном в 1574 году, Мурад III назначил Мехмеда доганджибаши (тур. doğancıbaşı — главным по охоте с ястребами), включив его в число высокопоставленных чиновников внутренних служб дворца. В начале февраля 1580 года Мехмед стал главным чакырджибаши (тур. çakırcıbaşı — главным сокольничим). Мурад отметил это событие, прислав фавориту с Газанфером-агой, главой чёрных евнухов, подарки: 2000 золотых дукатов, кинжал в персидском стиле, восемь шёлковых халатов высшего качества и пару шаровар. Только двое личных слуг Мурада получили ранее такие же ценные подарки: Хюсрев-ага, назначенный капуджибаши (тур. kapucıbaşı — мастер гардероба) в марте 1579 года, и Ибрагим-ага, назначенный агой янычар в декабре 1579 года. Чакырджибаши был шестым по рангу чиновником во внутреннем дворце, выше него были лишь хасодабаши (тур. hâsodabaşı — начальник личных палат), силахдар (тур. silahdar — оруженосец), чукадар (тур. сukadâr — мастер гардероба), рикабдар (тур. rikâbdâr — главный стременной) и дюльбенд гулямы (тур. dülbend gulâmı — мастер тюрбана). Служба чакырджибаши проходила в приватном третьем дворе дворца Топкапы, где он с подчинёнными тренировал самых ценных птиц султана, а во время охоты султана он был ближайшим его компаньоном. Кроме того, чакырджибаши вместе со служителями личных палат и главными евнухами гарема раздавал от имени султана дары. Этот пост Мехмед занимал в течение пяти лет, что способствовало укреплению личных связей с султаном.
После поста чакырджибаши некоторое время Мехмед занимал пост мирахура, а 9 октября 1583 года был повышен до поста аги янычар. В качестве особой милости Мурад III женил его на наложнице из своего гарема. Члены семьи Мехмеда с позволения султана тоже прибыли в столицу. Младший брат Мехмеда, Халил служил доганджи (сокольничим), а в дальнейшем он стал капуданом-пашой и великим визирем при султанах Ахмеде I, Османе II и Мураде IV.
В начале октября 1584 года Мехмед попросил Мурада о должности бейлербея Румелии, а на должность аги янычар просил назначить своего протеже, Боснави Халила-агу, служившего силахдаром. Как писал историк Мехмед бен Мехмед, «пожелания и ходатайства Музахиба Мехмеда Аги [всегда] принимались падишахом», и 16 октября Мехмед-паша получил пост бейлербея.

### Отношения с придворными
Благодаря своему приближённому к султану положению, в 1574—1579 годах Мехмед завёл связи при дворе, особенно с членами партии, возглавляемой Шемси Ахмедом-пашой и выступавшей против Мехмеда Соколлу. Шемси Ахмед-паша, бывший опытным охотником и известным остроумцем, высоко оценил качества чакырджибаши. В продвижении карьеры Мехмеда (как потом и в его смерти) решающую роль сыграл ещё один придворный, Ибрагим-ага. Ибрагим был одним из доверенных лиц ещё султана Селима II. В 1574 году Мурад сделал его силахдаром, в 1579 году агой янычар, в 1582 году бейлербеем Румелии, в 1583 году бейлербеем Египта, в 1585 году визирем. В 1582 году ему было доверено охранять порядок на празднованиях по случаю сюннета шехзаде Мехмеда, а затем он был обручён с дочерью Мурада Айше-султан. Мехмед-паша был протеже Ибрагима, а Ибрагим считал Мехмеда своим учеником, поскольку лично обучил его придворным манерам, которые требуются от фаворита. Когда Ибрагим-паша получил ранг визиря и вернулся из Египта, он увидел, что Мехмед-паша утвердил свой статус королевского фаворита и обладает влиянием на султана. Хорошие отношения между мужчинами перешли в ожесточённое соперничество, а затем во вражду, итогом которой стала казнь Мехмеда и отлучение Ибрагима от двора на четыре года.

### Официальный фаворит
Мехмед-паша стал первым официальным фаворитом султана: Мурад III назвал его музахибом с исключительными привилегиями в султанском указе от 28 октября 1584 года. Как писал Мустафа Али, главную роль в этом деле сыграл пока ещё друг Мехмеда — Ибрагим-паша. Мехмед был первым из официальных фаворитов османских султанов, ему были даны чрезвычайные привилегии, он мог действовать, нарушая любые бюрократические и иерархические нормы. Статус Мехмеда-паши означал поворотный момент в стиле правления Мурада III и последующих султанов, которые отныне правили через фаворитов.
При Мураде III сформировалась новая придворная фракция, возглавляемая Доганджи Мехмедом-пашой и Газанфером-агой. Назначение великим визирем Османа-паши в июле 1584 года стало результатом влияния этой фракции. Осман-паша активно использовал полномочия Доганджи Мехмеда-паши в отношении военных дел и его регулярный доступ к султану. Перед своим отъездом на войну в середине октября, Осман-паша обратился к султану с просьбой назначить Мехмеда-пашу своим «личным заместителем» (vekîl-i hâss), чтобы он мог обсудить любое дело с султанским фаворитом лично.
Мехмед выполнял задачи, находившиеся в ведении великого визиря: руководил подготовкой кавказской кампании Османа-паши, распределял оплату солдатам дворца, распоряжался чеканкой денег. С 1584 года до своего убийства в 1589 году Доганджи Мехмед-паша был самым доверенным партнёром Мурада III и главным посредником в ведении дел двора. Как и все фавориты, он накопил огромное состояние благодаря султану, получив крупные земельные владения в собственность (мюльк).
В течение первого десятилетия после эпохи Соколлу Доганджи Мехмед-паша как фаворит султана играл важную роль в политической жизни страны, в распределении должностей в столице и провинциях. Все больше и больше людей обращались к нему, особенно для получении аудиенции у султана. Например, в 1585 году великий визирь Осман-паша проигнорировал Улуч Али, призывавшего к войне в Средиземном море. Капудан-паша попросил аудиенцию у султана, в которой ему было отказано. Мурад приказал ему отправиться в Каффу с флотом для перевозки продовольствия и войск, необходимых Осману-паше. Тогда Улуч Али обратился к Мехмеду-паше с просьбой о посредничестве. В конце того же года оставшийся без покровителя историк Мустафа Али обращался к Мехмеду с письмом, восхищаясь недавно достигнутым положением Мехмеда-паши как музахиба султана, и прося о должности.
Привилегированное положение Мехмеда-паши вызвало недовольство среди других придворных, особенно у его бывшего наставника и союзника Дамада Ибрагима-паши, на тот момент занимавшего пост третьего визиря. По словам Печеви, Мехмед всегда комментировал султану все обращения от членов дивана, тем самым влияя на восприятие их султаном. По словам Мустафы Али, все визири «объединили свои слова и усилия» («yek-dil ve yek-cihet oldılar»), чтобы повлиять на султана с целью избавления от Мехмеда, но не достигли успеха . Положение Мехмеда-паши было настолько прочным, что оказалось невозможным подорвать его только ненасильственными средствами.

### Казнь
Первая значительная девальвация османского акче была вызвана серьёзным валютным кризисом в середине 1580-х годов. Враги Мехмеда-паши получили шанс отомстить в начале апреля 1589 года, когда этот кризис достиг своего апогея в одиннадцатый год затяжной войны против Сефевидов. Девальвация 1589 года была самой сильной в истории Турции до XIX века. За денежную реформу отвечали Мехмед-паша и башдефтердар (главный казначей) Махмуд-эфенди. Между 1585 и 1588 годами была произведена девальвация акче, содержание серебра в акче было уменьшено на 44 %.
По описанию Мустафы Али, чеканщик монет принёс дефтердару Махмуду серебряные монеты, «лёгкие, как миндальные листья, и пустые, как капли росы». Также он принёс дефтердару взятку в двести пятьдесят тысяч акче, чтобы тот дал согласие на оплату войскам обесцененной монетой. Дефтердар отклонил и взятку, и просьбу. Тогда чеканщик обратился к всесильному Мехмеду-паше, который взятку взял и приказал дефтердару оплатить войскам неполновесными деньгами. 1 апреля янычары и сипахи получили просроченную трёхмесячную зарплату, но некоторые сипахи получали зарплату акче с меньшим содержанием серебра, которые представил Мехмед-паша. После выдачи солдатам жалования этими деньгами сипахи и янычары увидели, что их доход, ранее составлявший десять золотых на бумаге, фактически стал ниже пяти. Согласно слухам, за день до восстания некий солдат обратился к Сиявушу-паше с жалобой, на что великий визирь ответил, что этот вопрос не в его компетенции, а в ведении правителя Румелии, Доганджи Мехмеда-паши. В ярости янычары направились к особняку Мехмеда-паши, обвиняя его в обесценивании денег.
Мехмед-паша не ответил и не появился, и тогда на следующий день солдаты направились со своим протестом во дворец Топкапы. Они потребовали от Мурада казни тех, кто был виновен в фальсификации денег — бейлербея Румелии Доганджи Мехмеда-пашу и казначея Махмуда-эфенди.
«Выдайте бейлербея!» — кричали они, — «Или мы „найдём дорогу к Падишаху“»!
Султану Мураду III пришлось выбирать — отдать фаворита или рисковать свержением. Мехмеду-паше велели выйти из Дивана, забрали у него кинжал, и когда он вышел к толпе, палач отрубил ему голову. Затем был казнён невинный дефтердар. Согласно анонимному современному источнику, султан согласился на казнь любимца «со слезами на глазах»:
со слезами на глазах … [султан] приказал обоим [мужчинам] быть обезглавленным перед солдатами. Это было немедленно исполнено. После этого солдаты чествовали султана и ушли удовлетворённые, взяв с собой голову генерал-губернатора. Они издевались над ней как могли: бросали камни в неё, били кулаками, бродили по улицам с головой на высоком шесте, чтобы все могли видеть её. Они издевались над ним, проклинали его. Дома генерал-губернатора и главного казначея были разграблены, и многие другие, которые зависели от них, были взяты в плен.
Доганджи Мехмед-паша был похоронен в своём мавзолее, а восстание вошло в историю как «Инцидент с бейлербеем» (тур. Beylerbeyi Vakası).

## Личность
Фаворит получал свою долю от постоянно растущих продаж постов и налоговых сборов. Помимо создания большой сети клиентов, Мехмед-паша использовал свое богатство, чтобы покровительствовать искусству и литературе, следуя примеру султана, который был известным поэтом и писателем. Например, в персональной библиотеке Мехмед-паши находилось несколько редких и ценных рукописей, такие как иллюстрированная и богато украшенная копия книги «Шахнаме» Фирдоуси. Эти дорогие книги и произведения искусства — не менее ценные, чем те, что хранятся в королевской библиотеке, — несомненно, были созданы ведущими современными художниками и литераторами.
Истинный масштаб художественного патронажа Мехмеда-паши ещё предстоит изучить, но регулярный заказ для себя и своего королевского покровителя книг и переводов, несомненно, способствовало репутации двора Мурада III как одного из самых ярких культурных явлений в истории Османской империи.